# Ezequiel Garzón
Ezequiel Garzón Piñero (Córdoba, Argentina, 12 de abril de 1851 - Montevideo, Uruguay, 8 de julio de 1946), fue un magistrado uruguayo de origen argentino, miembro de la primera Alta Corte de Justicia del Uruguay entre 1907 -año de su creación- y 1925.

## Primeros años
Nació el 12 de abril de 1851 en Córdoba, República Argentina. Era hijo de Juan Antonio Garzón y Míguez, español nacido en Galicia, y de Marqueza Piñero, argentina.
Radicado en Uruguay, se graduó como abogado en 1878.

## Carrera judicial (1879-1925)
El 13 de febrero de 1879 ingresó a la magistratura al ser nombrado Juez Letrado en Tacuarembó, y poco después en Soriano.
En 1885 fue designado Fiscal de Hacienda, cargo que ocupó durante más de veinte años, hasta 1907.
El 28 de octubre de 1907 se sancionó finalmente la ley (más tarde numerada como 3.246), que creó la Alta Corte de Justicia, prevista ya por la Constitución de 1830 pero hasta entonces nunca implementada.
El 9 de diciembre de 1907 Garzón fue uno de los cinco magistrados electos por laAsamblea General  para integrar la Alta Corte fundacional, recibiendo 67 votos, siendo el único candidato votado por la totalidad de los legisladores intervinientes en la elección. Los restantes nombrados fueron Domingo González, Carlos Fein, Benito Cuñarro y Luis Piera. La Corte quedó efectivamente instalada el día 19 de diciembre, al jurar el cargo los ministros designados.
Si bien la ley aprobada preveía en su artículo 36 que los miembros de la Alta Corte y todos los magistrados del Poder Judicial en general cesarían en su cargo al cumplir 70 años de edad, dicho artículo establecía a continuación que "En la constitución de la primera Alta Corte de Justicia no regirá lo dispuesto en el inciso anterior". Tampoco se establecía un período de duración máxima en el cargo para los miembros de la Alta Corte, por lo que el mandato de Garzón y los demás integrantes de la Alta Corte inaugural era virtualmente vitalicio.
Ninguno de los cinco miembros designados permanecería efectivamente en la Alta Corte hasta el fin de su vida, pero Garzón, con todo, sí llegó a hacer uso de la excepción otorgada por la ley respecto del límite de edad, ya que permaneció como miembro del cuerpo hasta cumplidos los 74 años, cuando se retiró voluntariamente, luego de casi 18 años como ministro del máximo tribunal judicial del país. 
El 22 de junio de 1925 el Consejo Nacional de Administración le otorgó la jubilación, junto al también ministro Luis Romeu Burgues, quien había ingresado a la Corte un año después que Garzón. Ambos presentaron entonces su renuncia ante la Asamblea General, que la aceptó el día 2 de julio. Fueron electos ese mismo día para sustituirlos Ramón Montero Paullier y Miguel V. Martínez.

## Vida familiar y últimos años
Contrajo matrimonio con su familiar Celia Garzón Crosa, con quien procrearon a Ezequiel (1880), Celia (1881), Federico (1882), y Ricardo (1884).
En 1941 publicó un libro llamado Postrimerías, que recogía recuerdos, citas y aforismos, especialmente latinos, a los que era afecto.
Falleció el 8 de julio de 1946, a los 95 años de edad, siendo ya para entonces el último superviviente (y el más longevo) de los miembros fundadores de la Alta Corte de Justicia (que para entonces, en la Constitución de 1934, ya había sido rebautizada con su nombre actual de Suprema Corte de Justicia).